# Seleni disulfide
Selen disulfide là một loại thuốc được sử dụng để điều trị chứng đau thắt ngực, viêm da tiết bã và gàu. Nó được sử dụng cho kem dưỡng da hoặc dầu gội đầu. Gàu thường trở lại nếu ngừng điều trị.
Tác dụng phụ bao gồm rụng tóc, kích ứng da, yếu, và cảm thấy mệt mỏi. Không được khuyến cáo sử dụng ở trẻ em dưới 2-5 tuổi. Sử dụng trong thời kỳ mang thai hoặc cho con bú sữa mẹ vẫn chưa được nghiên cứu. Selen disulfide là một hợp chất vô cơ với công thức hóa học SeS2.
Selen disulfide đã được chấp thuận cho sử dụng y tế ở Hoa Kỳ ít nhất từ đầu năm 1951. Nó nằm trong Danh sách thuốc thiết yếu của WHO, loại thuốc hiệu quả nhất và an toàn nhất trong hệ thống y tế. Selen disulfide có sẵn như một loại thuốc thông thường trong quầy thuốc. Tại Hoa Kỳ một tháng điều trị tốn kém dưới 25 USD. Tại Vương quốc Anh, 100ml tương đương 2,5% chi phí dầu gội cho dịch vụ sức khỏe quốc gia khoảng 1,96 pound.
Selen disulfide được bán như một chất chống nấm trong dầu gội đầu để điều trị bệnh gàu và viêm da tiết bã có liên quan đến da đầu với các loại nấm Malassezia.

## Tác dụng phụ
Selen disulfide có thể gây đổi màu tóc và thay đổi màu sắc của thuốc nhuộm tóc. Nó cũng có thể làm biến màu kim loại đồ trang sức. Selen monosulfide (SeS) là hợp chất selen duy nhất được xác định là chất gây ung thư ở động vật.

## Thành phần hóa học

Cấu trúc của 1,2,3-Se_{3}S_{5}, minh họa của selen sulfide.

Selen disulfide có thành phần xấp xỉ của Se và S và đôi khi được gọi là selen sulfide. Tuy nhiên, như được sử dụng trong các công thức độc quyền, nó không phải là hợp chất hóa học thuần túy mà là một hỗn hợp mà tỷ lệ Se: S là 1: 2. Các hợp chất này là các vòng Se-S chứa một số nguyên tử S và Se có thể thay đổi, SenS8−n..
Nhiều selen sulfide được biết đến như được chỉ ra bởi quang phổ 77Se-NMR..

## Lịch sử
Selen monosulfide, cùng với nguyên tố selen và lưu huỳnh, đã được sử dụng trong các chế phẩm dược phẩm trong quá khứ gây nhầm lẫn và mâu thuẫn.